# Suchowola (wieś w powiecie radzyńskim)

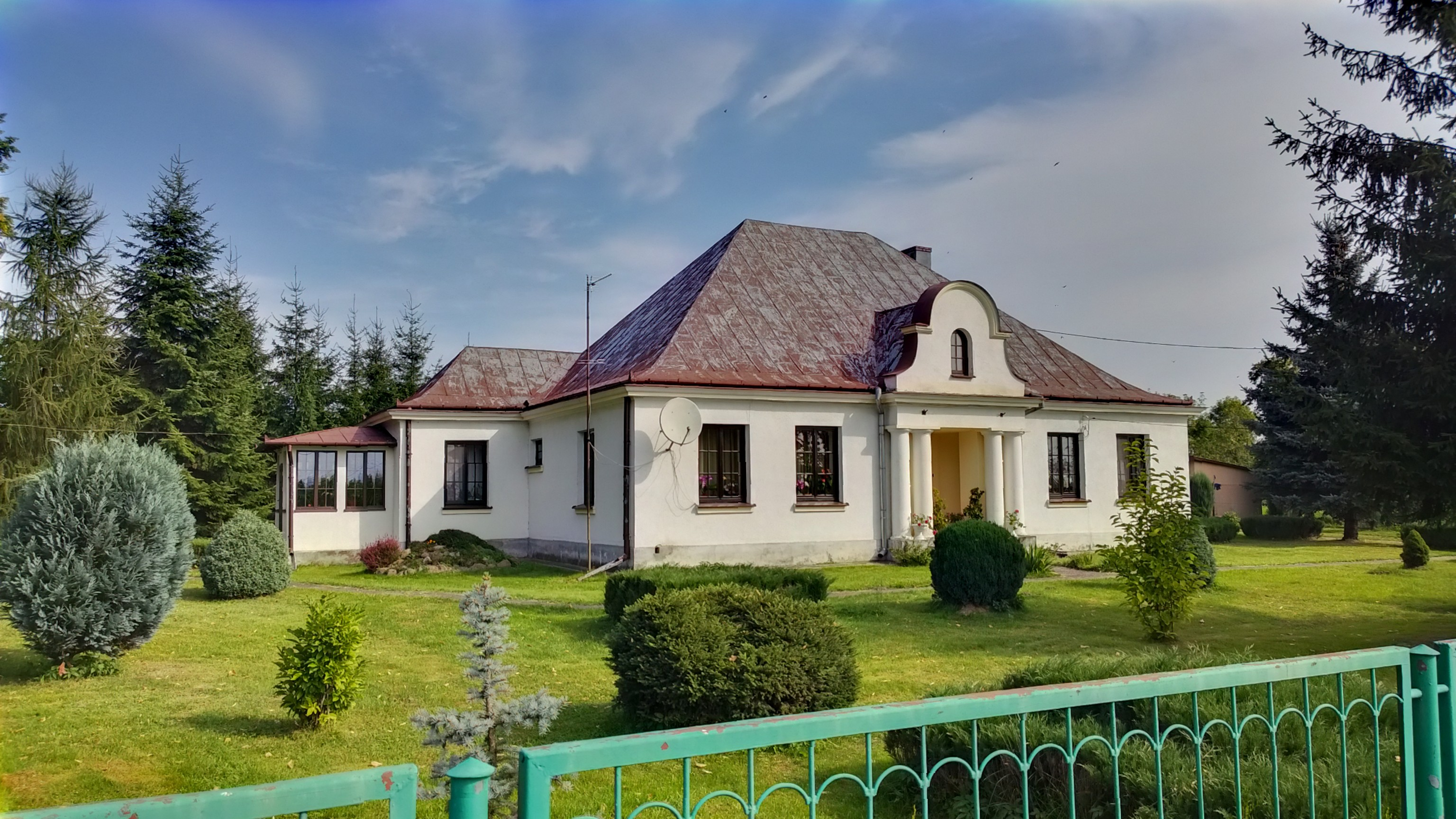
Plebania

Suchowola – wieś w Polsce, położona w województwie lubelskim, w powiecie radzyńskim, w gminie Wohyń.
| SIMC    | Nazwa     | Rodzaj    |
| ------- | --------- | --------- |
| 0022473 | Lądy      | część wsi |
| 0022480 | Zaleszcze | część wsi |

Wieś szlachecka Sucha Wola położona była w drugiej połowie XVI wieku w powiecie lubelskim województwa lubelskiego. Od 1809 do 1954 roku istniała gmina Suchowola. W latach 1975–1998 miejscowość należała administracyjnie do województwa bialskopodlaskiego.
Wieś jest sołectwem w gminie Wohyń. Według Narodowego Spisu Powszechnego z roku 2011 wieś liczyła 577 mieszkańców.
Wieś jest siedzibą rzymskokatolickiej parafii Najświętszego Serca Jezusowego w Suchowoli.

## Miejscowości o nazwie Suchowola w gminie Wohyń
W gminie Wohyń istnieją cztery miejscowości podstawowe o nazwie Suchowola, w tym 1 wieś, 1 kolonia i 2 osady leśne. Niniejszy artykuł dotyczy wsi Suchowola, która posiada identyfikator SIMC 0022467. Kolonia Suchowola posiada identyfikator SIMC 0022496. Pierwsza osada leśna Suchowola posiada identyfikator SIMC 1024959. Druga osada leśna Suchowola posiada identyfikator SIMC 1024965.

## Historia
Suchowolę w roku 1822 otrzymała w posagu wraz z majątkiem córka Matuszewiczów Zofia zamężna z generałem Ludwikiem Kickim.Po śmierci Zofii w roku 1824 majątek odziedziczył generał Kicki, a po jego śmierci przeszedł na własność drugiej żony Natalii z Biszpingów Kickiej. Generałowa Kicka nie zarządzała bezpośrednio majątkiem lecz dzierżawiła go różnym dzierżawcom. W końcu sprzedała go w roku 1878 Księciu Włodzimierzowi Czetwertyńskiemu właścicielowi pobliskiego Milanowa, który w ten sposób powiększył rodzinny stan posiadania. W roku 1898 najstarszy syn Włodzimierza Seweryn ożenił się z Zofią hr. Przeździecką właścicielkę majątku Falenty i współwłaścicielkę Hotelu Europejskiego w Warszawie. Młoda para zamieszkała na stałe w Suchowoli z której wkrótce uczynili główną siedzibę rodzinną. Seweryn Czetwertyński zastosował w swoich dobrach model intensywnej produkcji rolnej.

## Zabytki
Według rejestru zabytków Narodowego Instytutu Dziedzictwa na listę zabytków wpisany jest zespół kościoła parafialnego z lat 1920-1930, nr rej.: A-275 z 20.08.1997, w tym:
- kościół pw. Serca Jezusowego
- dzwonnica
- cmentarz kościelny.
- pałac (obecnie Wojewódzki Szpital dla Nerwowo i Psychicznie Chorych)[13]